# Bray-sur-Seine

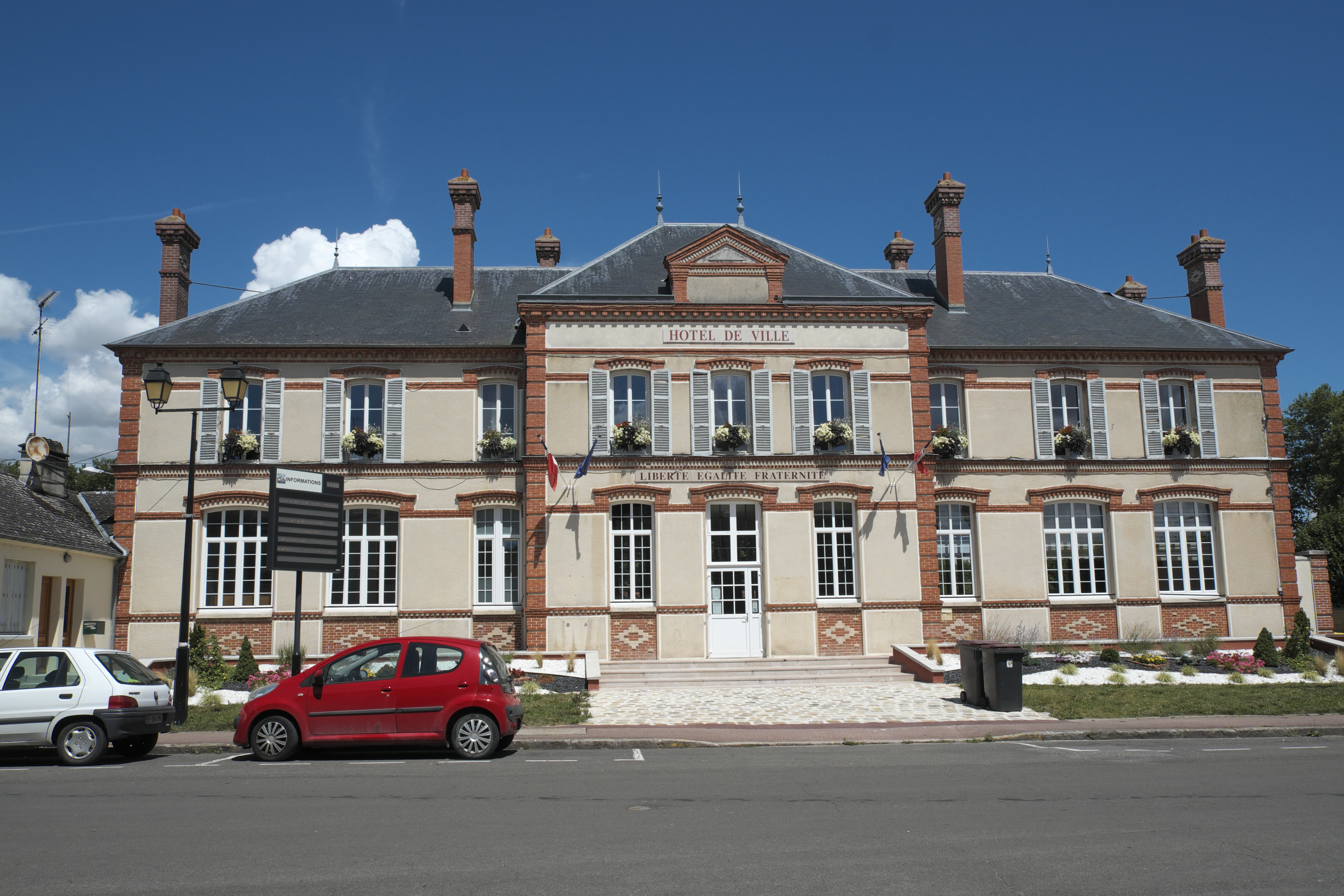
Het stadhuis van Bray-sur-Seine

Bray-sur-Seine is een gemeente in het Franse departement Seine-et-Marne (regio Île-de-France) en telt 2153 inwoners (2004). De plaats maakt deel uit van het arrondissement Provins.

## Geografie
De oppervlakte van Bray-sur-Seine bedraagt 2,1 km², de bevolkingsdichtheid is 1025,2 inwoners per km².
De onderstaande kaart toont de ligging van Bray-sur-Seine met de belangrijkste infrastructuur en aangrenzende gemeenten.

## Demografie
Onderstaande figuur toont het verloop van het inwonertal (bron: INSEE-tellingen).

## Verkeer
Bray-sur-Seine ligt, zoals blijkt uit de naam, aan de Seine op zo'n 80 kilometer ten zuidoosten van Parijs (in rechte lijn gemeten), meer bepaald op de zuidoever. Er is een kade waar meerdere binnenschepen tegelijk kunnen aanmeren om er te laden en te lossen. Over de Seine ligt de brug waarover de departementale weg D412 (onderdeel van de weg Sens-Provins) loopt.

## Bezienswaardigheden
- Het stadhuis (Hôtel de Ville) aan de Place du Général de Gaulle, gebouwd in 1822-1823.
- De markthal, gebouwd in 1841-1842 ter vervanging van een oudere, vervallen hal. Aanvankelijk werd er zowel veemarkt (runderen), graanmarkt als weekmarkt gehouden. Thans bestaat de weekmarkt op vrijdagvoormiddag nog steeds. Het open gebouw, dat deels in steen en deels in hout is opgetrokken, werd in 2006-2007 gerestaureerd en heeft de monumentenstatus.
- De oorsprong van de Heilig-Kruiskerk (Église Sainte-Croix) gaat terug tot 958. Na een brand werd ze heropgebouwd en opnieuw gewijd in 1169. Van de 12de tot de 18de eeuw was ze een kapittelkerk en droeg ze de dubbele naamgeving van Onze-Lieve-Vrouw en het Heilig-Kruis. Ze is nog deels romaans van stijl en is nu een geklasseerd monument. In 1971-1972 werd ze grondig gerestaureerd. Het orgel, met een merkwaardige orgelkast, dateert in oorsprong uit 1599 maar werd in de loop van de tijd herhaalde malen verbouwd en uitgebreid.
- In het oude stadscentrum staan nog verschillende authentieke vakwerkhuizen, waaronder het zogenaamde Huis van Jeanne d'Arc uit ca. 1500, en een goed bewaard vakwerkhuis in de Rue de l'Abreuvoir naast de brug over de Seine. Beide hebben de monumentenstatus (inscrit monument historique).

## Fotogalerij

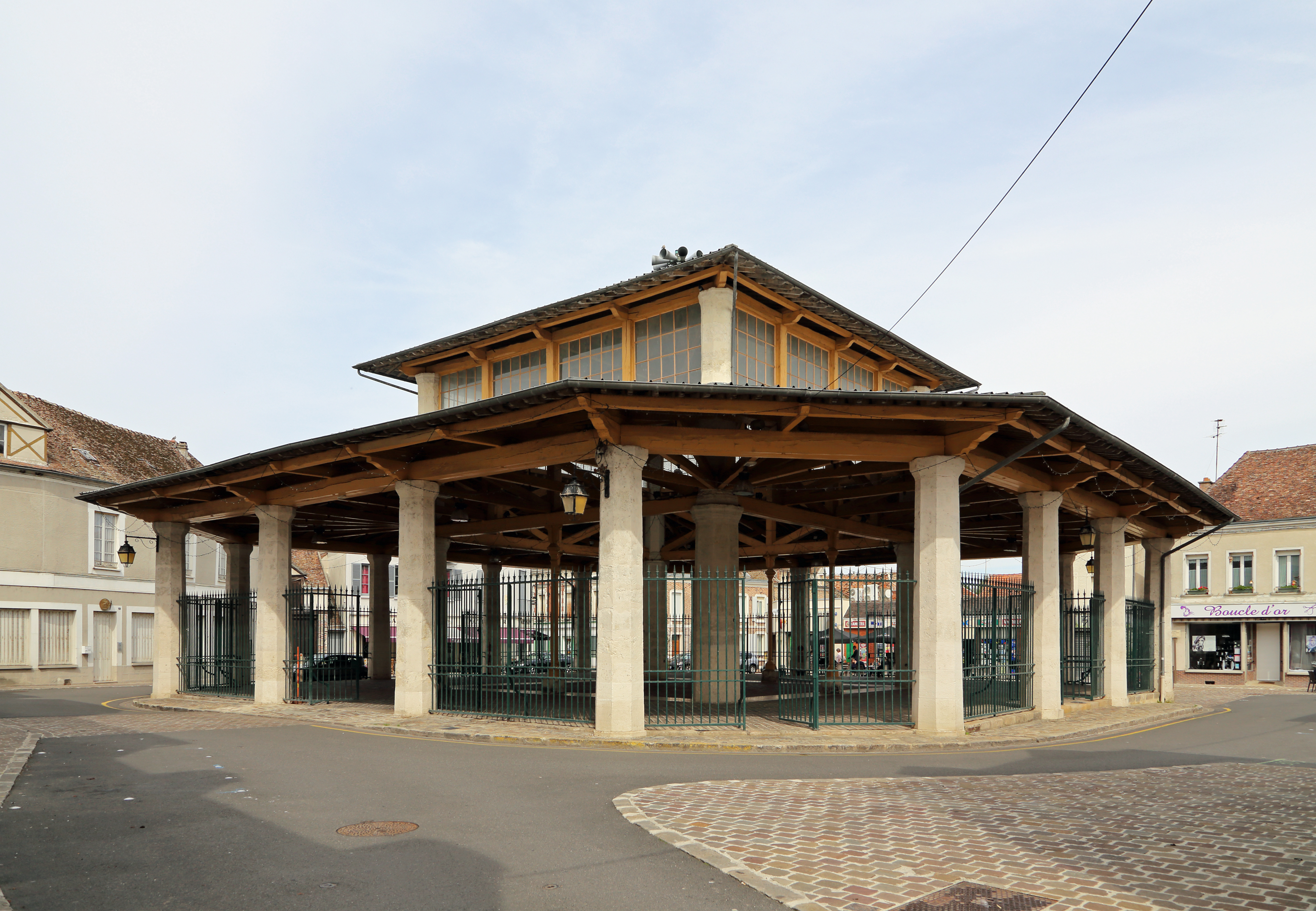
De markthal
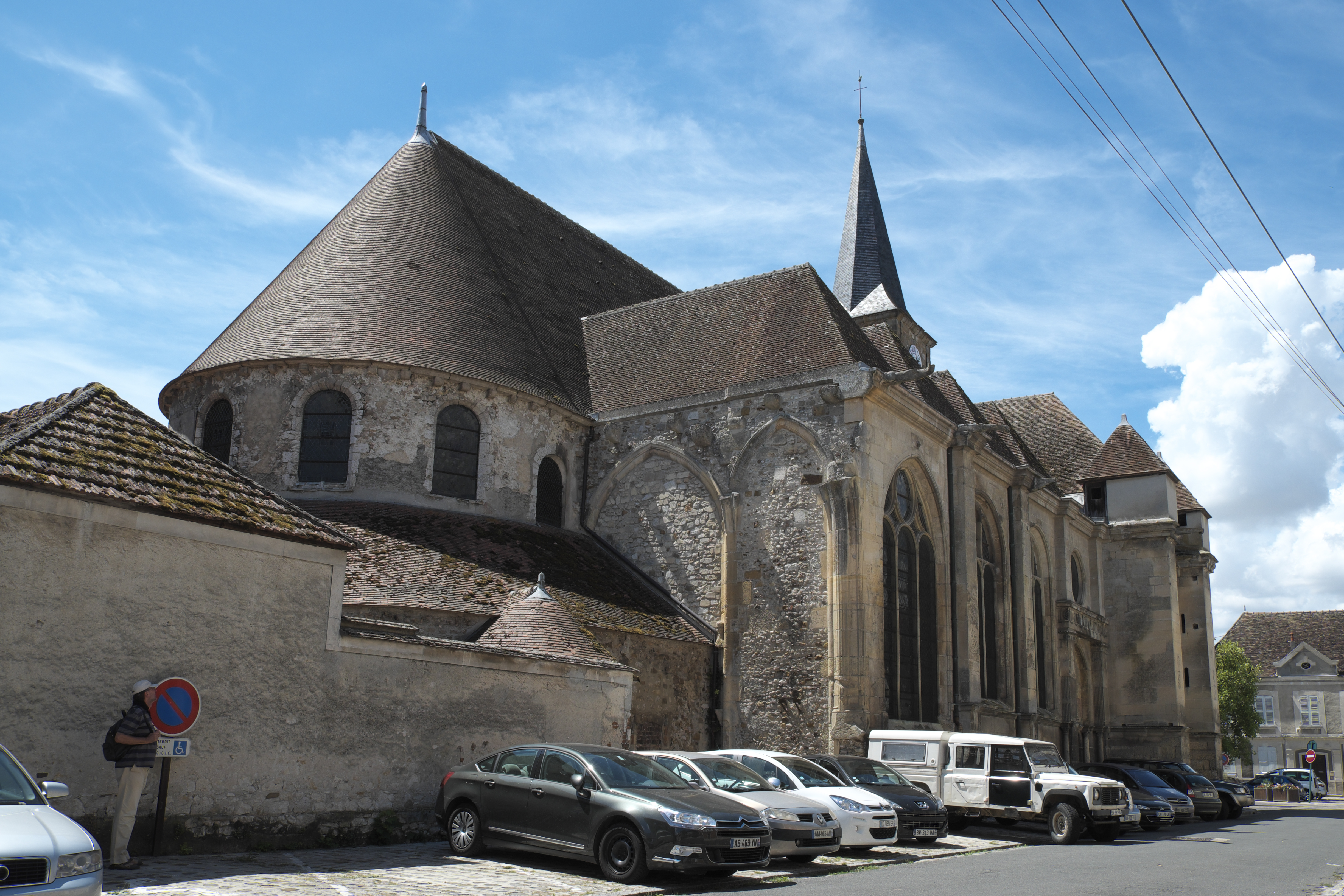
Heilig-Kruiskerk
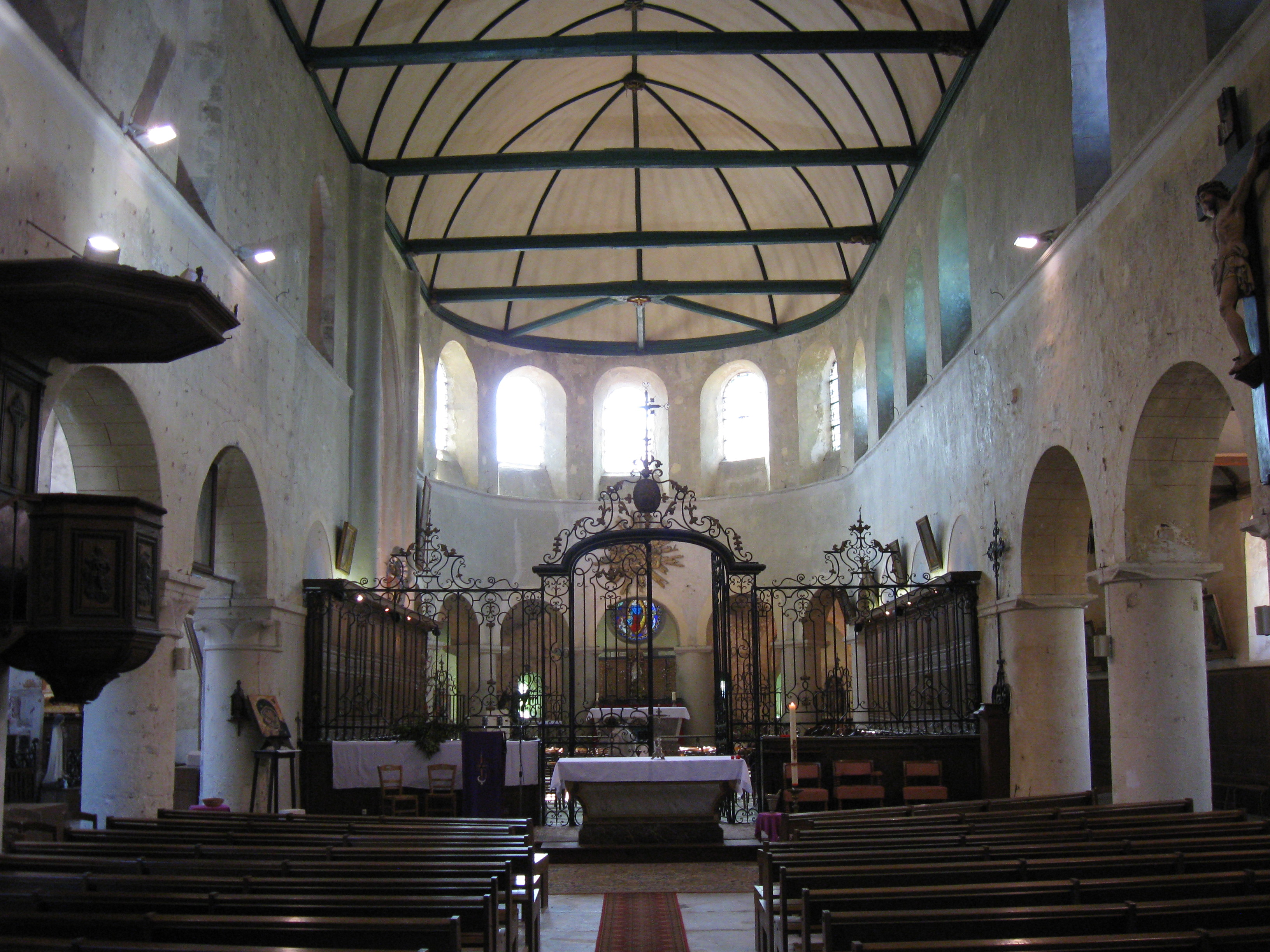
Interieur van de kerk
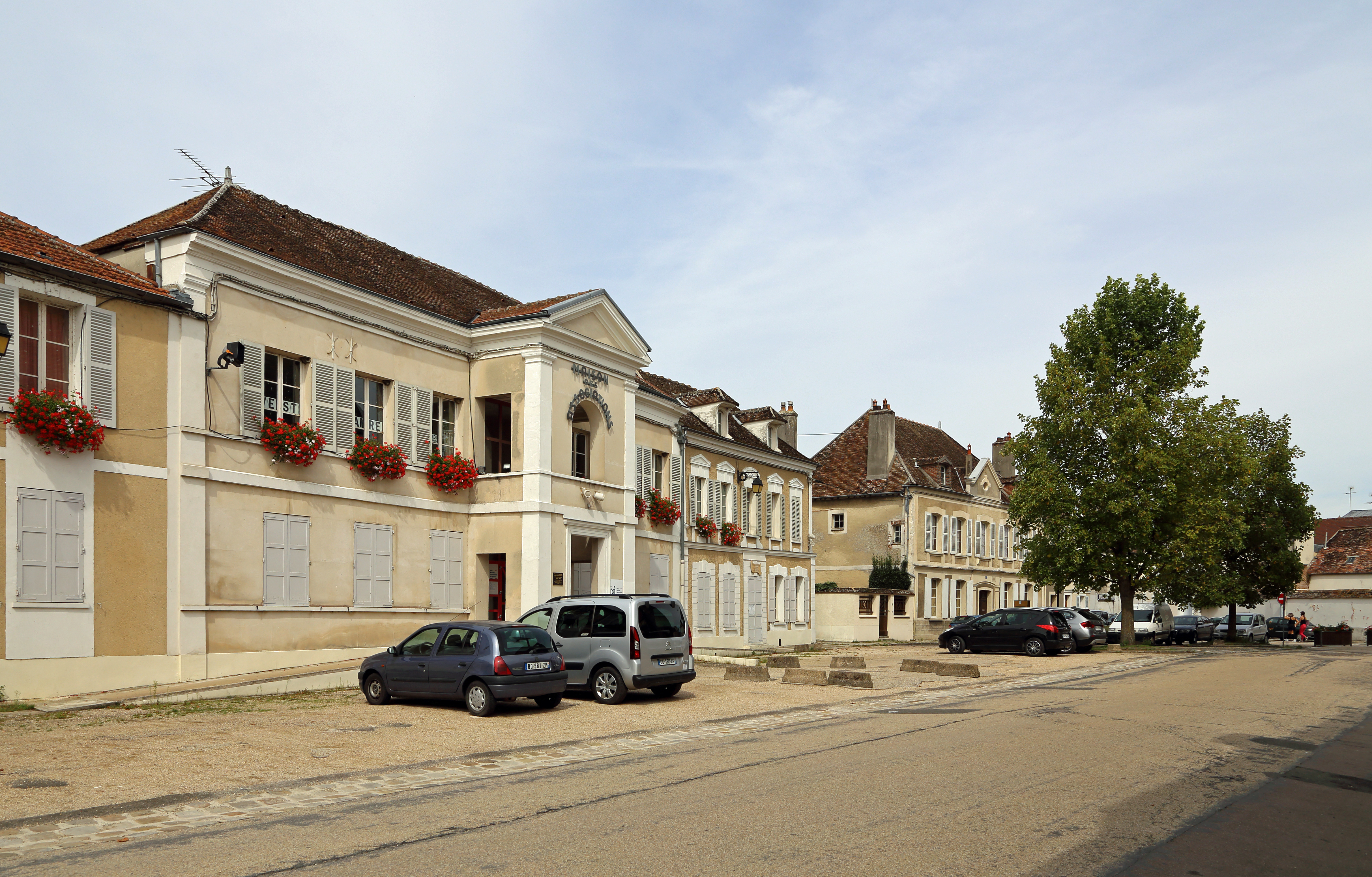
Maison de Service au Public (Lokaal dienstencentrum)
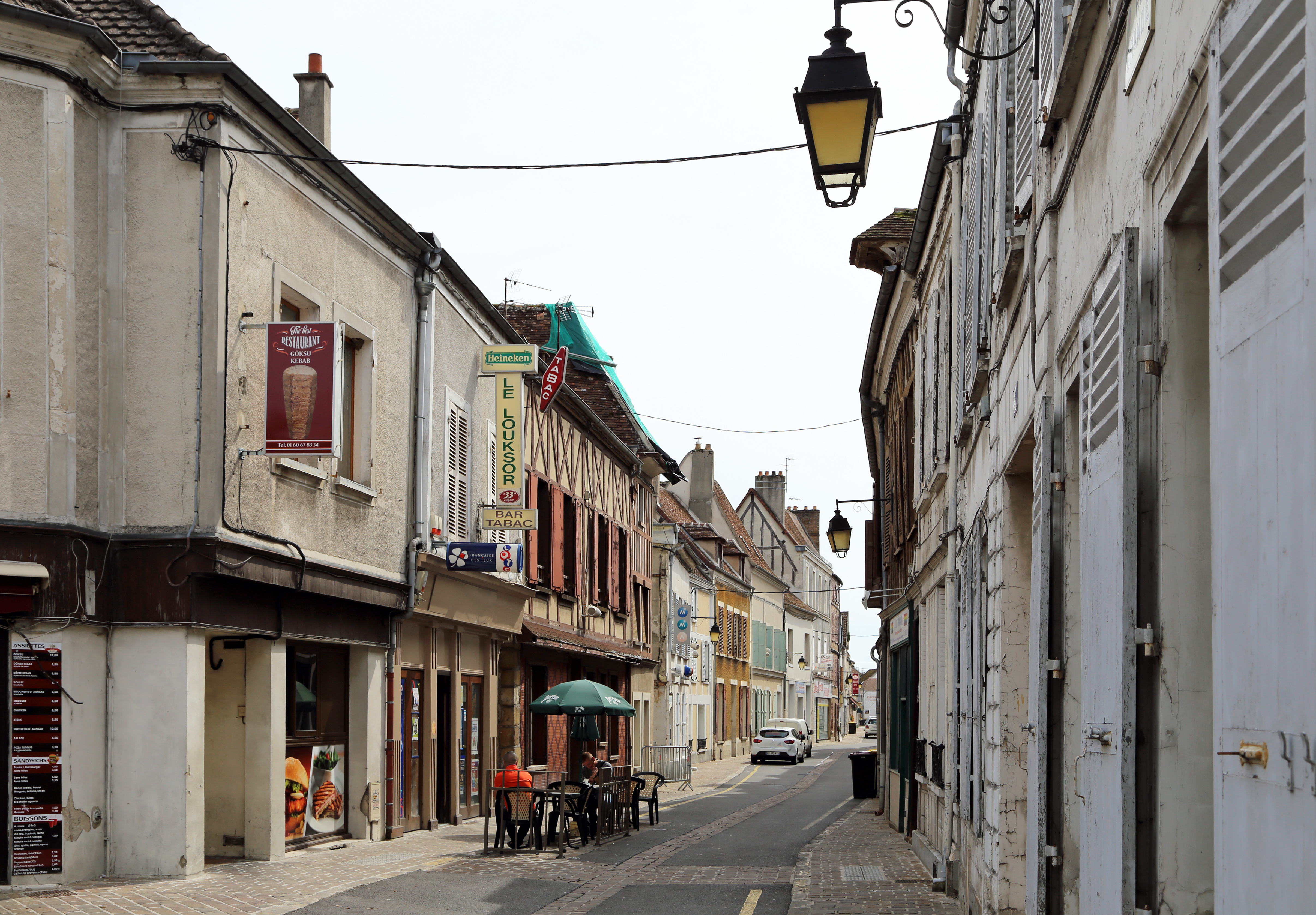
Straat in het centrum: de Rue Grande
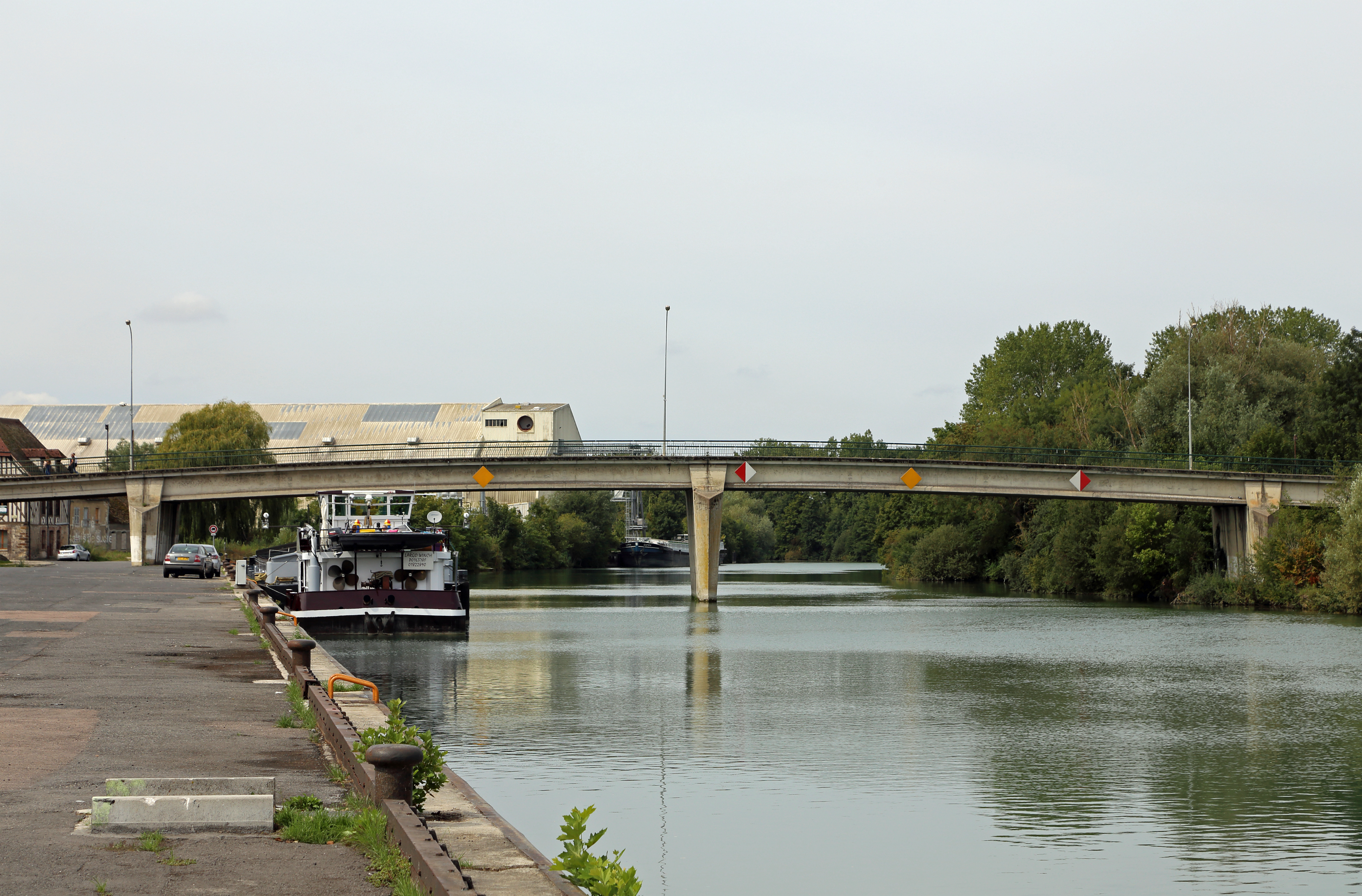
De brug over de Seine
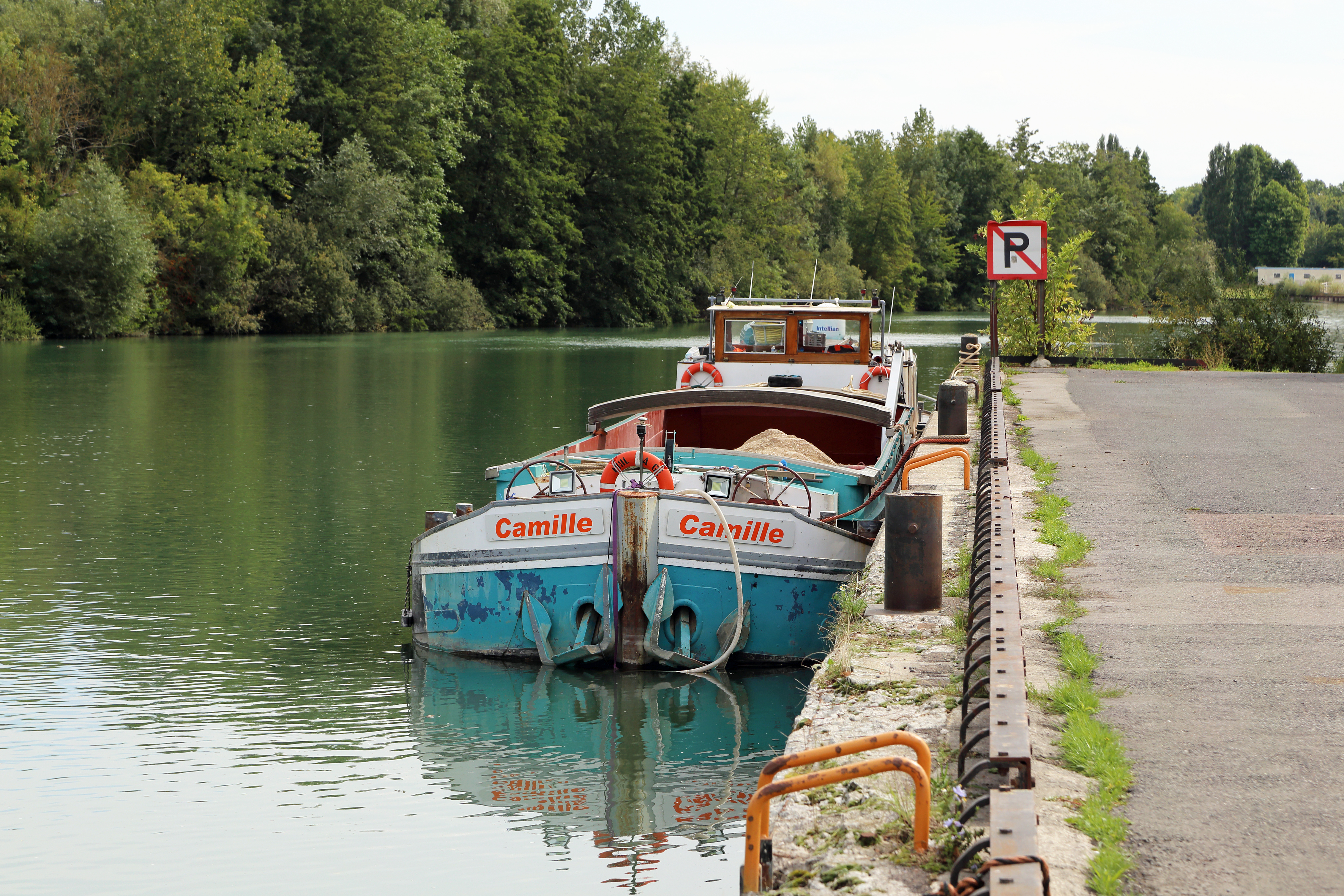
Seinekade met binnenschip
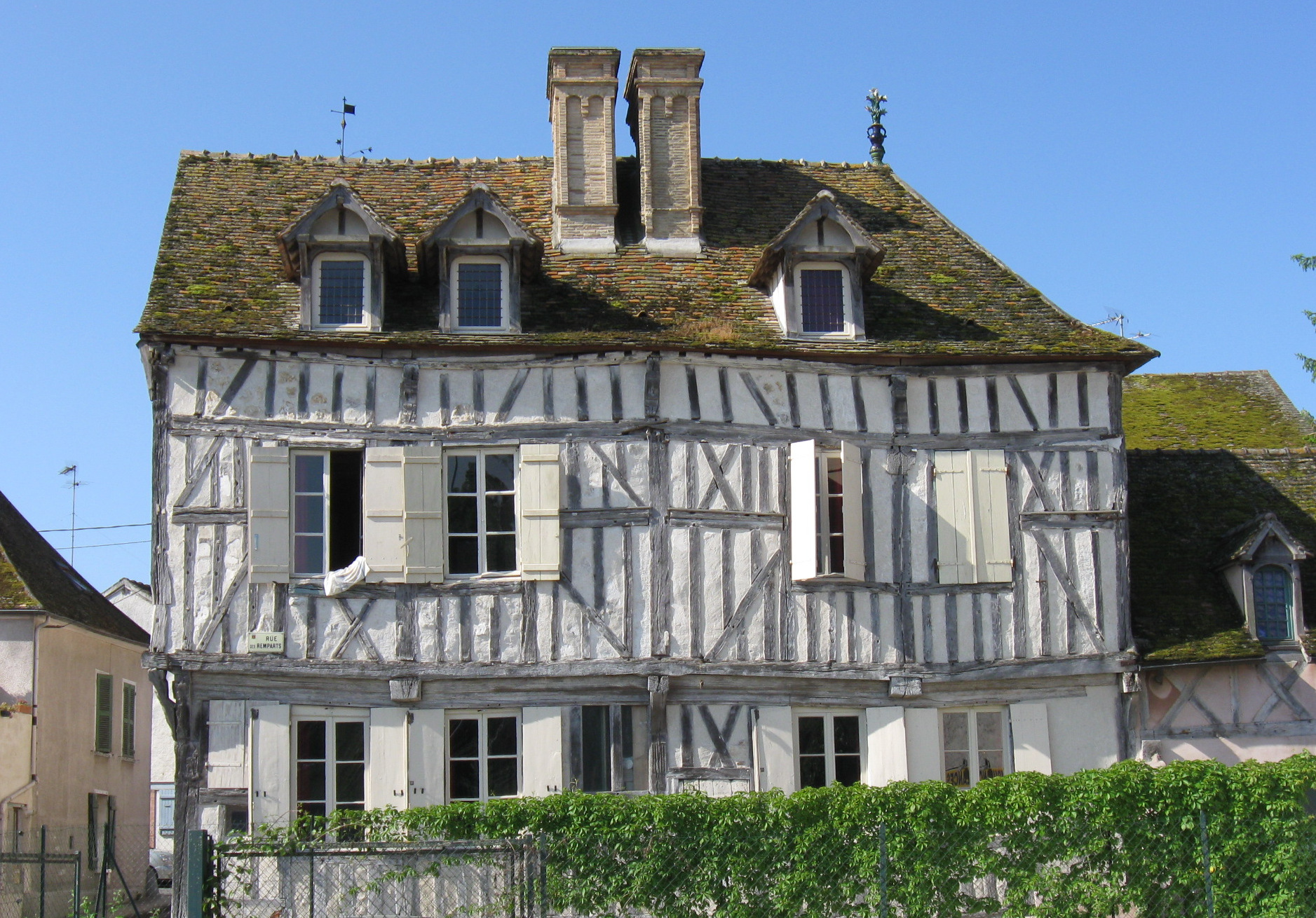
Het zogenaamde Huis van Jeanne d'Arc
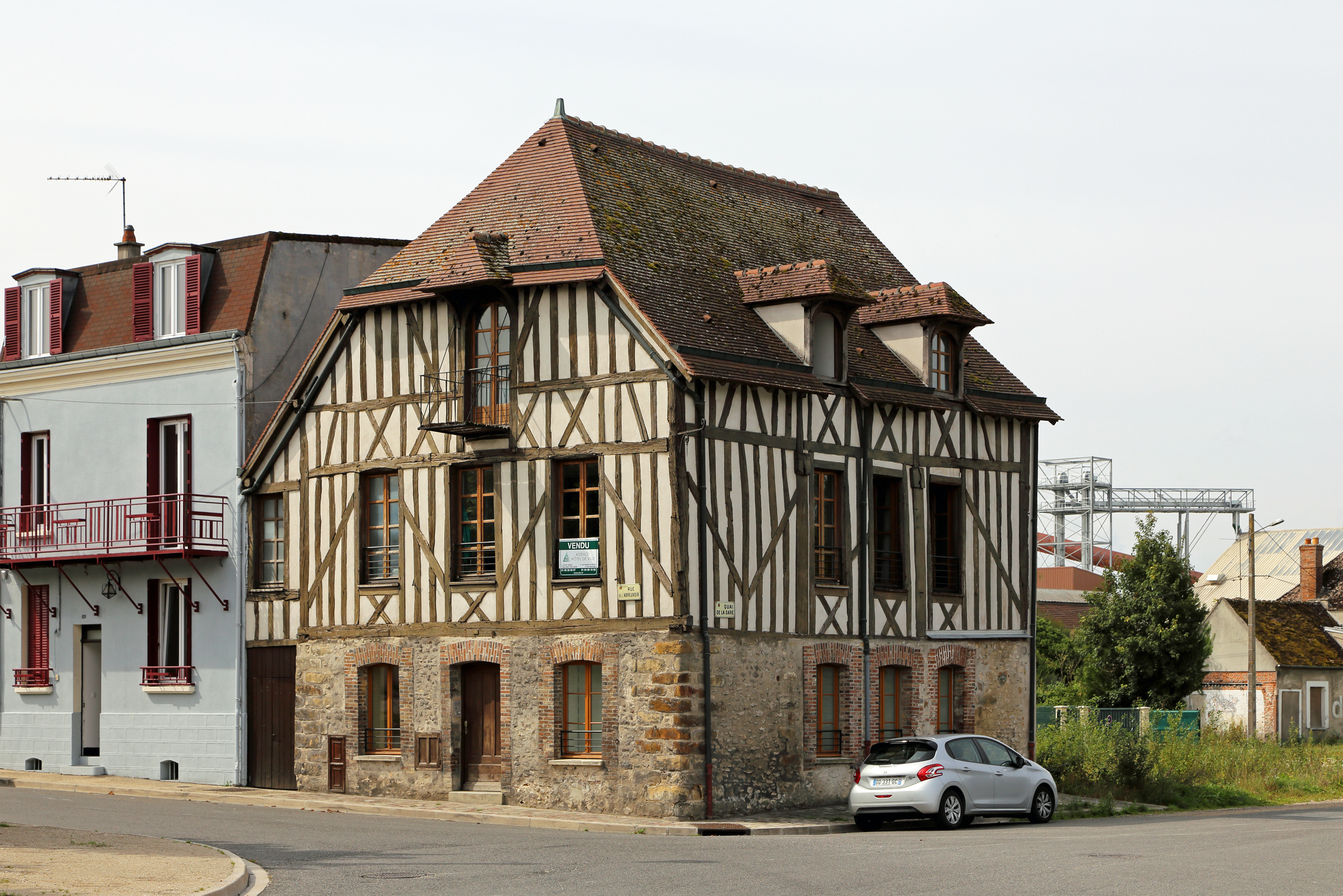
Vakwerkhuis in de Rue de l'Abreuvoir
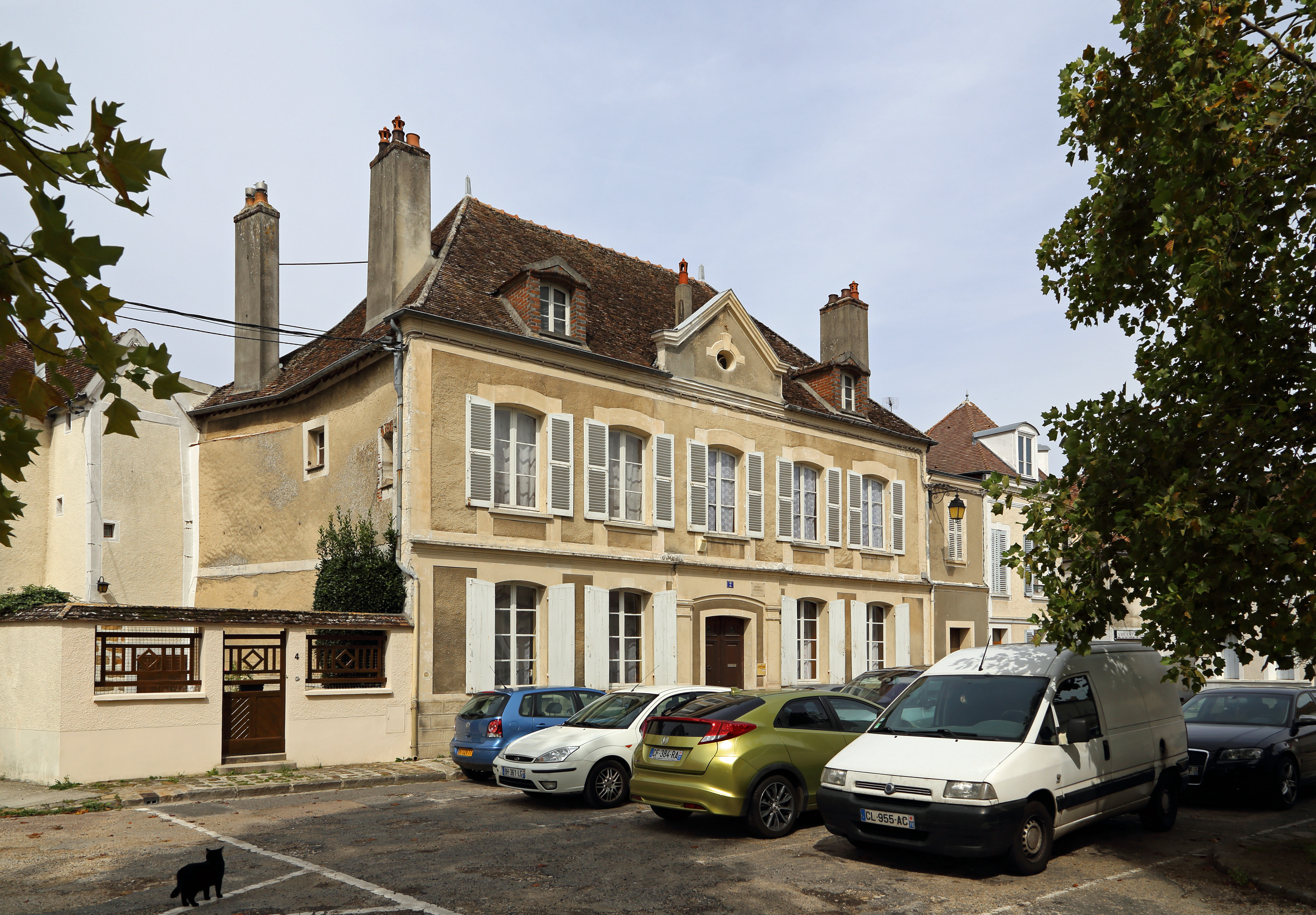
Monumentale woning op de Place de l'Église